# Eazy-Duz-It
Eazy-Duz-It è l'album di debutto solista del rapper di Compton Eazy-E, pubblicato il 13 settembre del 1988 dalla Ruthless Records e dalla Priority Records. Le produzioni sono state affidate a DJ Yella e Dr. Dre e le tracce sono state scritte da Ice Cube, The D.O.C. e MC Ren. L'album ha vinto due Dischi di platino nei Stati Uniti. I singoli dell'album sono 3: Eazy-Duz-It, Eazy-er Said Than Dunn e We Want Eazy. Nella versione rimasterizzata sono presenti anche le tracce dell'EP 5150: Home 4 Tha Sick EP.

## Registrazione e produzione
Eazy-Duz-It è stato registrato ai Audio Achievements a Torrance nel 1987-1988. I brani dell'album sono stati scritti da Eazy-E, MC Ren, The D.O.C. & Ice Cube e le produzioni sono state affidate a Dr. Dre & DJ Yella, elogiate bene dalla critica. Jason Birchmeir di AllMusic ha elogiato le produzioni dicendo: Dr. Dre & DJ Yella hanno fuso il P-funk, lo stile hip hop della Def Jam ed i suoni electro di metà anni 80s, creando uno stile Funky. Glen Boyd di Blogcritcs ha descritto l'album come "Campiona molto Funk old school fuso con tematiche di vita di strada, è ciò che ha reso quest'album famoso".

## Composizione
- La traccia Eazy-Duz-It, si apre con una donna che acclama lo stile di Eazy-E, quest'ultimo la interrompe dicendo "Troia, chiudi quella cazzo di bocca e esci da qui", seguito da una linea di bassi di Dr. Dre. Nella canzone, Eazy parla di se stesso e delle cose che fa, dichiarandosi "rapper hardcore" che raccoglie denaro dalle prostitute. Il pezzo è pieno di riferimenti Gangsta rap come spari e droghe.
- La traccia Boyz n the Hood è stata scritta da Ice Cube & Eazy-E e parla della difficoltà di vivere a Compton (Los Angeles) e dello stile vita dei gangster.
- No More?'s ha tematiche simile a Boyz n the Hood. Il brano inizia con un colloquio tra Eazy e una giornalista, quest'ultima gli chiede della sua infanzia. Eazy spiega (in versi) che era in una banda, specializzato nel rubare e non aveva rispetto per le regole. Gli viene poi chiesto se ha mai fatto una rapina a mano armato e Eazy risponde "intendi una 211?". I versi seguenti raccontano delle imprese di Eazy come un ladro e delinquente.

## Pubblicità
L'album ha avuta poca attenzione da stazioni radio e canali televisivi come MTV, ma ha avuto l'appoggio dell'underground di Los Angeles. Il 21 maggio del 1989 ha raggiunto la posizione #41 della Billboard 200 e ha raggiunto la posizione #12 sulla Top R&B/Hip-Hop Albums l'11 marzo del 1989. Il 15 febbraio del 1989, l'album ha vinto il Disco d'oro (con 500.000 vendute) e il 1º giugno del 1989 ha vinto il Disco di platino (con 1.000.000 vendute), entrambi i dischi sono stati certificati dalla RIAA, il 1º settembre del 1992 ha vinto il secondo Disco di platino. Il singolo We Want Eazy nel 1989 ha raggiunto la posizione #43 nella Top R&B/Hip-Hop Albums, rimanendo in classifica per 15 settimane. "Eazy-er Said Than Dunn", terzo singolo dell'album, ha raggiunto la posizione #84 nella Top R&B/Hip-Hop Albums il 6 maggio 1989 e Eazy-Duz-It ha raggiunto la posizione #39 della Hot Singles.

## Recensioni
Le recensioni all'album sono state quasi tutte positive, Jason Birchmeier di AllMusic ha dato 4 stelle su 5 stelle all'album, Daniel Kreps del Los Angeles Times lo ha definito "Un capolavoro solista", Jon Wiederhorn di MTV ha detto che ha dimostrato il talento di Eazy e ha aperto la strada a Straight Outta Compton.

## Tracce
1. (Prelude) Still Talkin' (Featuring The D.O.C., Ice Cube)
2. Nobody Move (Featuring MC Ren)
3. Ruthless Villain (Featuring MC Ren)
4. 2 Hard Mutha's (Featuring MC Ren)
5. Boyz n the Hood (Remix) (Featuring Ice Cube)
6. Eazy-Duz-It (Featuring Dr. Dre, MC Ren)
7. We Want Eazy (Featuring Dr. Dre, MC Ren)
8. Eazy-er Said Than Dunn (Featuring Dr. Dre)
9. Radio (Featuring Dr. Dre, MC Ren)
10. No More ?'s (Featuring Ice Cube)
11. I'mma Break It Down (Featuring MC Ren)
12. Eazy-Chapter 8 Verse 10

## Durata
Il Disco in totale, dura 50:00 e 68:00 (Remastered Edition).
1. (Prelude) Still Talkin': 3:51
2. Nobody Move: 4:49
3. Ruthless Villain: 2:59
4. 2 Hard Mutha's: 4:26
5. Boyz n the Hood (Remix): 6:22
6. Eazy-Duz-It: 4:21
7. We Want Eazy: 5:01
8. Eazy-er Said Than Dunn: 3:41
9. Radio: 4:58
10. No More ?'s: 3:55
11. I'mma Break It Down: 3:29
12. Eazy-Chapter 8 Verse 10: 2:11

## Scrittori delle canzoni
Tutte le canzoni dell'album sono state scritte da: Ice Cube, MC Ren, Eazy-E & The D.O.C..
1. (Prelude) Still Talkin', scritta da: Eazy-E, The D.O.C., Ice Cube.
2. Nobody Move, scritta da: Eazy-E, MC Ren.
3. Ruthless Villain, scritta da: Eazy-E, MC Ren.
4. 2 Hard Mutha's, scritta da: Eazy-E, MC Ren.
5. Boyz n the Hood (Remix), scritta da: Eazy-E.
6. Eazy-Duz-It, scritta da: Eazy-E, MC Ren.
7. We Want Eazy, scritta da: Eazy-E, Ice Cube, MC Ren.
8. Eazy-er Said Than Dunn, scritta da: Eazy-E, Ice Cube, MC Ren.
9. Radio, scritta da: Eazy-E, MC Ren.
10. No More ?'s, scritta da: Eazy-E, Ice Cube.
11. I'mma Break It Down, scritta da: Eazy-E, MC Ren.
12. Eazy-Chapter 8 Verse 10, scritta da: Eazy-E, Ice Cube.

## Samples
(Prelude) Still Talkin'
- "Prelude" dei The Parliaments.
- "Do The Funky Chicken" di Rufus Thomas.
- "The Dog" di Rufus Thomas.

Nobody Move
- "Sixty Minute Man" di Rufus Thomas.
- "Nobody Move, Nobody Get Hurt" di Yellowman.
- "Rap Dirty" di Blowfly.

Ruthless Villain
- "8Ball" dei N.W.A..

2 Hard Mutha's
- "Ruthless Villain" di Eazy-E.

Boyz n the Hood (Remix)
- Nessun samples.

Eazy-Duz-It
- "Ball of Confusion" dei The Temptations.

We Want Eazy
- "Ahh...The Name Is Bootsy, Baby" di Bootsy Collins.

Eazy-er Said Than Dunn
- "The Breakdown, Pt. 1" di Rufus Thomas.
- "Scratchin'" di Magic Disco Machine.
- "Quiet On Tha Set" dei N.W.A..

Radio
- "I Can't Live Without My Radio" di LL Cool J.
- "The New Style" dei Beastie Boys.
- "Rebel Without a Pause" dei Public Enemy.
- "King of Rock" dei Run DMC.
- "Heartbeat" di Taana Gardner.

No More ?'s
- "Let's Have Some Fun" dei Bar-Kays.

I'mma Break It Down
- "Rapper's Delight" dei The Sugarhill Gang.

Eazy-Chapter 8 Verse 10
- "Sing Sing" di Gaz.

## Formazione
- Big Bass Brian - mastering
- Dr. Dre - produttore & performer
- The D.O.C. - Scrittore & performer
- Eazy-E - produttore, scrittore & performer
- Eric Poppleton - Fotografo
- Donovan Sound - Tecnico
- DJ Yella - produttore
- Ice Cube - Scrittore & performer
- MC Ren - Scrittore & performer

## Curiosità
- Il singolo Eazy-er Said Than Dunn, viene anche inserito nella radio Radio Los Santos del videogioco Grand Theft Auto: San Andreas.